# SH700iS
FOMA SH700iS（フォーマ・エスエイチ なな まる まる アイ エス）は、シャープによって開発された、NTTドコモの第三世代携帯電話 (FOMA) 端末製品である。

## 概要
2005年頃、NTTドコモは山間部など、従来電波のつながりにくかったところでも電波が届くようにFOMAプラスエリアをサービスを開始した。700iSシリーズは700iシリーズをFOMAプラスエリアに対応させた端末で、この端末もSH700iをFOMAプラスエリアに対応させたエントリーモデルである。
仕様としては、メイン画面にシャープが独自に開発したCGシリコン液晶が採用されている。従来よりも輝度を約40％向上させることで、屋外でも画面を見やすくなった。
なお、現在は生産を終了している。

## 歴史
- 2005年6月1日：技術基準適合証明 (TELEC) 通過
- 2005年6月6日：電気通信端末機器審査協会 (JATE)通過
- 2005年7月12日：F700iSと同時にドコモよりプレスリリース
- 2005年7月28日：発売開始

## 不具合
- 2006年7月24日:特定の文字を入力して変換すると、キーの操作を受け付けなくなり、強制的に再起動してしまう不具合。文字入力機能「ケータイshoin」によるもの。SH901iC、SH901iS、SH700i、SH851i、SH506iCにおいても、同様のトラブルが発生している。ソフトウェア更新によって対処。